# Stadio Metalist
Lo stadio Metalist (in ucraino Стадіон «Металіст»?), parte del Complesso sportivo Metalist dell'oblast' (in ucraino Обласний спортивний комплекс "Металіст"?), è un impianto sportivo della città ucraina di Charkiv. 
Attualmente è utilizzato principalmente per il calcio, come sede delle partite interne del Metalist 1925 e del Metalist. Quest'ultima vi ha giocato fino al 2016, anno del fallimento societario, riprendendovi a giocare nel 2021, quando il club è stato rifondato.
Lo stadio è stato sede di alcune gare di Euro 2012 e attualmente ha una capacità di 40 003 posti a sedere. Rientra nella categoria 4 della UEFA, quindi può ospitare tutte le finali delle principali competizioni UEFA.

## Storia
Lo stadio Metalist, nato progettualmente nel 1925, ha subito nella sua storia ben tre restauri. Progettato dall'architetto sovietico Anastas Ivanovič Mikojan, fu ultimato ed aperto nel 1926. Quando il 12 settembre fu inaugurato, lo stadio era sponsorizzato da un'azienda locale che produceva trattori e per questo prese il nome di Traktor.
Al termine della seconda guerra mondiale lo stadio fu ridenominato Dzeržinec' (Дзержинець) in onore di Feliks Ėdmundovič Dzeržinskij, il primo capo della Čeka.
In seguito, nel 1979, partirono i progetti di ristrutturazione che riguardavano il rinnovo delle curve dello stadio, che però si conclusero solo vent'anni, dopo nel 1998.
Solo dal 5 dicembre 2009, in occasione del cinquantesimo anniversario della fondazione del club locale, lo stadio poté veramente considerarsi uno degli impianti sportivi più moderni d'Ucraina, dopo quelli di Kiev e Donec'k.
In occasione del campionato d'Europa 2012 lo stadio ha ospitato alcuni incontri della fase finale.
Nel 2016 il Metalist, squadra cittadina che giocava nell'omonimo stadio, ha cessato le proprie attività per insolvenze ed è stato sciolto. Nell'agosto dello stesso anno una nuova squadra di Charkiv, il Metalist 1925, ha iniziato a giocare le proprie partite casalinghe presso lo stadio.
Dopo la pausa invernale della stagione agonistica 2016-2017, lo Šachtar, squadra di Donec'k (300 km più a sud di Charkiv), si è trasferita allo stadio Metalist, cominciando a giocarvi all'inizio del 2017, vista l'indisponibilità della Donbass Arena. Vi ha giocato fino al 2020, quando la formazione del Donbass si è trasferita all'Olimpico di Kiev.

## Partite del campionato europeo di calcio 2012
| Data           | Tempo (CET) | Squadra #1  | Ris.  | Squadra #2  | Fase del torneo | Spettatori |
| -------------- | ----------- | ----------- | ----- | ----------- | --------------- | ---------- |
| 9 giugno 2012  | 18:00       | Paesi Bassi | 0 - 1 | Danimarca   | Girone B        | 35 923     |
| 13 giugno 2012 | 20:45       | Paesi Bassi | 1 - 2 | Germania    | Girone B        | 37 750     |
| 17 giugno 2012 | 20:45       | Portogallo  | 2 - 1 | Paesi Bassi | Girone B        | 37 445     |